# Jet Bavelaar
Jet Bavelaar (16 mei 1985) is een Nederlands voormalig profvoetballer die sinds 2011 nog als amateur uitkomt.

## Carrière
Bavelaar maakte in 2009 de overstap van RCL naar ADO Den Haag om uit te komen in de Eredivisie Vrouwen. In haar eerste seizoen speelde ze elf wedstrijden voor de Residentieclub, maar wist niet te scoren. In november 2010 vertrok ze naar Ter Leede en speelde later nog voor RKVV Westlandia.

### Carrièrestatistieken
| Seizoen         | Club            | Land            | Competitie      | Competitie | Competitie | Beker | Beker | Internationaal | Internationaal | Overig | Overig | Totaal | Totaal |
| Seizoen         | Club            | Land            | Competitie      | Wed.       | Dlp.       | Wed.  | Dlp.  | Wed.           | Dlp.           | Wed.   | Dlp.   | Wed.   | Dlp.   |
| --------------- | --------------- | --------------- | --------------- | ---------- | ---------- | ----- | ----- | -------------- | -------------- | ------ | ------ | ------ | ------ |
| 2009/10         | ADO Den Haag    | Nederland       | Eredivisie      | 11         | 0          | 0     | 0     | –              | –              | –      | –      | 11     | 0      |
| 2010/11         | ADO Den Haag    | Nederland       | Eredivisie      | 5          | 1          | 0     | 0     | –              | –              | –      | –      | 5      | 1      |
| Carrière totaal | Carrière totaal | Carrière totaal | Carrière totaal | 16         | 1          | 0     | 0     | 0              | 0              | 0      | 0      | 16     | 1      |